# Sydostasiatiska spelen
Sydostasiatiska spelen (engelska: SEA Games) är en multisporttävling som hålls i sydostasien vartannat år. 
Spelen bildades 1959 under namnet sydostasiatiska halvö-spelen. Kambodja, Laos, Malaysia, Myanmar, Singapore, Thailand, och Vietnam tillhörde de ursprungliga medlemmarna. Brunei, Indonesien och Filippinerna tillkom 1977, då spelen också fick sitt nuvarande namn. Östtimor tillkom 2003. Spelen har sin egen arrangörsorganisation, som har stöd av Internationella olympiska kommittén och Asiens olympiska råd. Det är ett av fem spel som täcker olika delar av Asien.

## Tävlingar
| Säsong                       | Värd                            | Medaljliga (vunna guld)                                | Medaljliga (vunna guld)                                | Medaljliga (vunna guld)                                |
| Säsong                       | Värd                            | Etta                                                   | Tvåa                                                   | Trea                                                   |
| ---------------------------- | ------------------------------- | ------------------------------------------------------ | ------------------------------------------------------ | ------------------------------------------------------ |
| Sydostiasiatiska halvöspelen |                                 |                                                        |                                                        |                                                        |
| 1959                         | Bangkok                         | Thailand (35)                                          | Burma (11)                                             | Malaysia (8)                                           |
| 1961                         | Rangoon                         | Burma (35)                                             | Thailand (21)                                          | Malaysia (16)                                          |
| 1963                         | Phnom Penh                      | Inställt p.g.a. den politiska situationen i värdlandet | Inställt p.g.a. den politiska situationen i värdlandet | Inställt p.g.a. den politiska situationen i värdlandet |
| 1965                         | Kuala Lumpur                    | Thailand (38)                                          | Malaysia (33)                                          | Singapore (18)                                         |
| 1967                         | Bangkok                         | Thailand (77)                                          | Singapore (28)                                         | Malaysia (23)                                          |
| 1969                         | Rangoon                         | Burma (57)                                             | Thailand (32)                                          | Singapore (31)                                         |
| 1971                         | Kuala Lumpur                    | Thailand (44)                                          | Malaysia (41)                                          | Singapore (32)                                         |
| 1973                         | Singapore                       | Thailand (47)                                          | Singapore (45)                                         | Malaysia (30)                                          |
| 1975                         | Bangkok                         | Thailand (80)                                          | Singapore (38)                                         | Burma (28)                                             |
| Sydostasiatiska spelen       |                                 |                                                        |                                                        |                                                        |
| 1977                         | Kuala Lumpur                    | Indonesien (62)                                        | Thailand (37)                                          | Filippinerna (31)                                      |
| 1979                         | Jakarta                         | Indonesien (92)                                        | Thailand (50)                                          | Burma (26)                                             |
| 1981                         | Manila                          | Indonesien (85)                                        | Thailand (62)                                          | Filippinerna (55)                                      |
| 1983                         | Singapore                       | Indonesien (64)                                        | Filippinerna (49)                                      | Thailand (49)                                          |
| 1985                         | Bangkok                         | Thailand (92)                                          | Indonesien (62)                                        | Filippinerna (43)                                      |
| 1987                         | Jakarta                         | Indonesien (183)                                       | Thailand (63)                                          | Filippinerna (59)                                      |
| 1989                         | Kuala Lumpur                    | Indonesien (102)                                       | Malaysia (67)                                          | Thailand (62)                                          |
| 1991                         | Manila                          | Indonesien (92)                                        | Filippinerna (90)                                      | Thailand (72)                                          |
| 1993                         | Singapore                       | Indonesien (88)                                        | Thailand (63)                                          | Filippinerna (57)                                      |
| 1995                         | Chiang Mai                      | Thailand (157)                                         | Indonesien (77)                                        | Filippinerna (33)                                      |
| 1997                         | Jakarta                         | Indonesien (194)                                       | Thailand (83)                                          | Malaysia (55)                                          |
| 1999                         | Bandar Seri Begawan             | Thailand (65)                                          | Malaysia (57)                                          | Indonesien (44)                                        |
| 2001                         | Kuala Lumpur                    | Malaysia (111)                                         | Thailand (103)                                         | Indonesien (72)                                        |
| 2003                         | Hanoi och Ho Chi Minh-staden    | Vietnam (158)                                          | Thailand (90)                                          | Indonesien (55)                                        |
| 2005                         | Manila                          | Filippinerna (113)                                     | Thailand (87)                                          | Vietnam (71)                                           |
| 2007                         | Nakhon Ratchasima               | Thailand (183)                                         | Malaysia (68)                                          | Vietnam (64)                                           |
| 2009                         | Vientiane                       | Thailand (86)                                          | Vietnam (83)                                           | Indonesien (43)                                        |
| 2011                         | Palembang                       | Indonesien (182)                                       | Thailand (109)                                         | Vietnam (96)                                           |
| 2013                         | Naypyidaw                       | Thailand (108)                                         | Myanmar (85)                                           | Vietnam (75)                                           |
| 2015                         | Singapore                       | Thailand (95)                                          | Singapore (84)                                         | Vietnam (73)                                           |
| 2017                         | Kuala Lumpur                    | Malaysia (145)                                         | Thailand (71)                                          | Vietnam (59)                                           |
| 2019                         | Manila                          | Filippinerna (149)                                     | Vietnam (98)                                           | Thailand (92)                                          |
| 2021                         | Hanoi                           | Vietnam (205)                                          | Thailand (92)                                          | Indonesien (69)                                        |
| 2023                         | Phnom Penh                      | Vietnam (136)                                          | Thailand (108)                                         | Indonesien (87)                                        |
| 2025                         | Bangkok, Chon Buri och Songkhla |                                                        |                                                        |                                                        |